# Zim Integrated Shipping Services
Zim Integrated Shipping Services Ltd. (en hebreo: צים ) anteriormente Zim Israel Navigation Company Ltd. y Zim American Shipping Inc., es la mayor compañía naviera de carga israelí y una de las 20 mayores a nivel global. El cuartel general de la compañía está en Haifa, también otra sede en Norfolk, Virginia.

## Historia

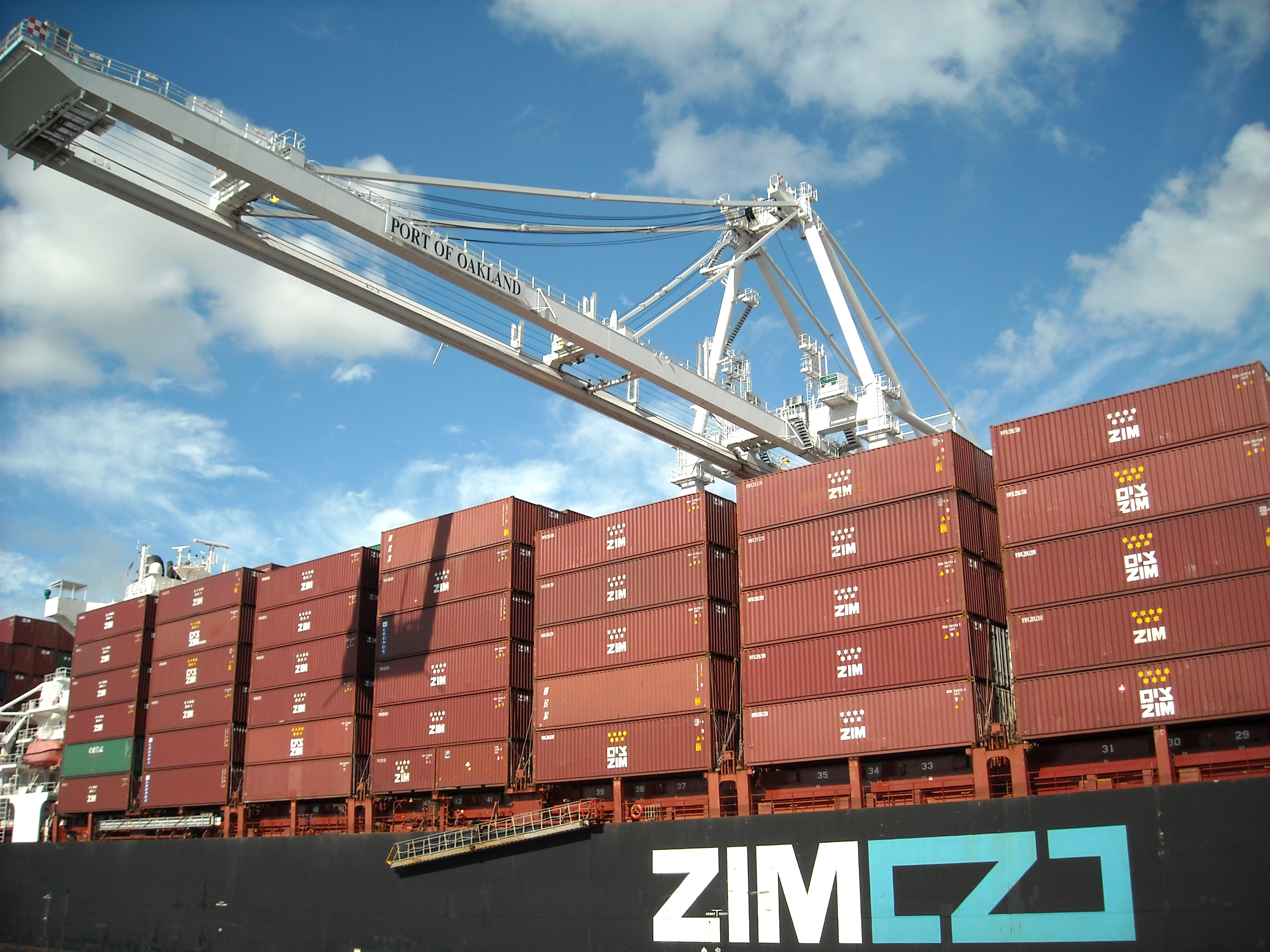
Buque de transporte de contenedores Zim Virginia.

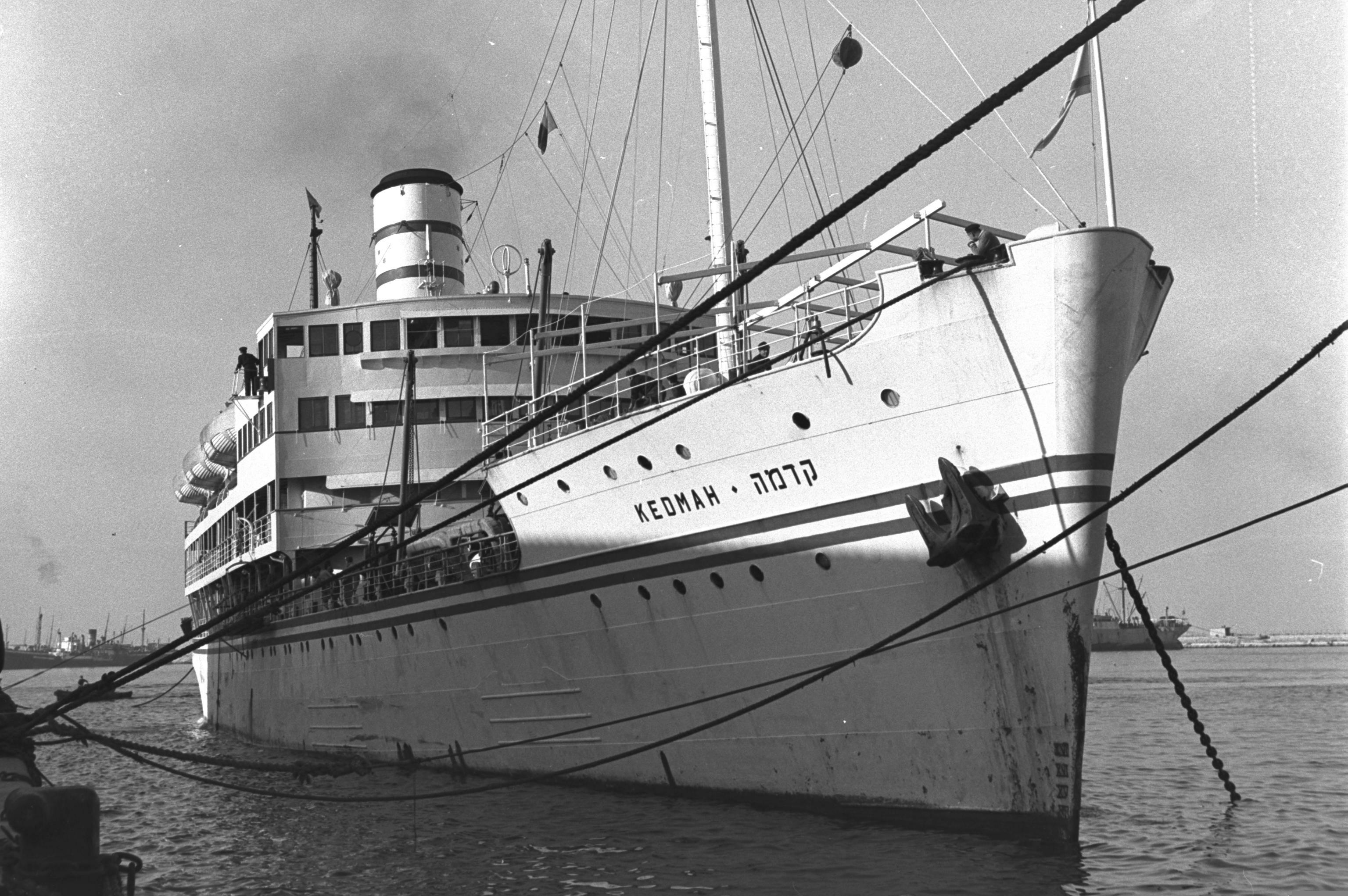
Buque S.S. Kedma.

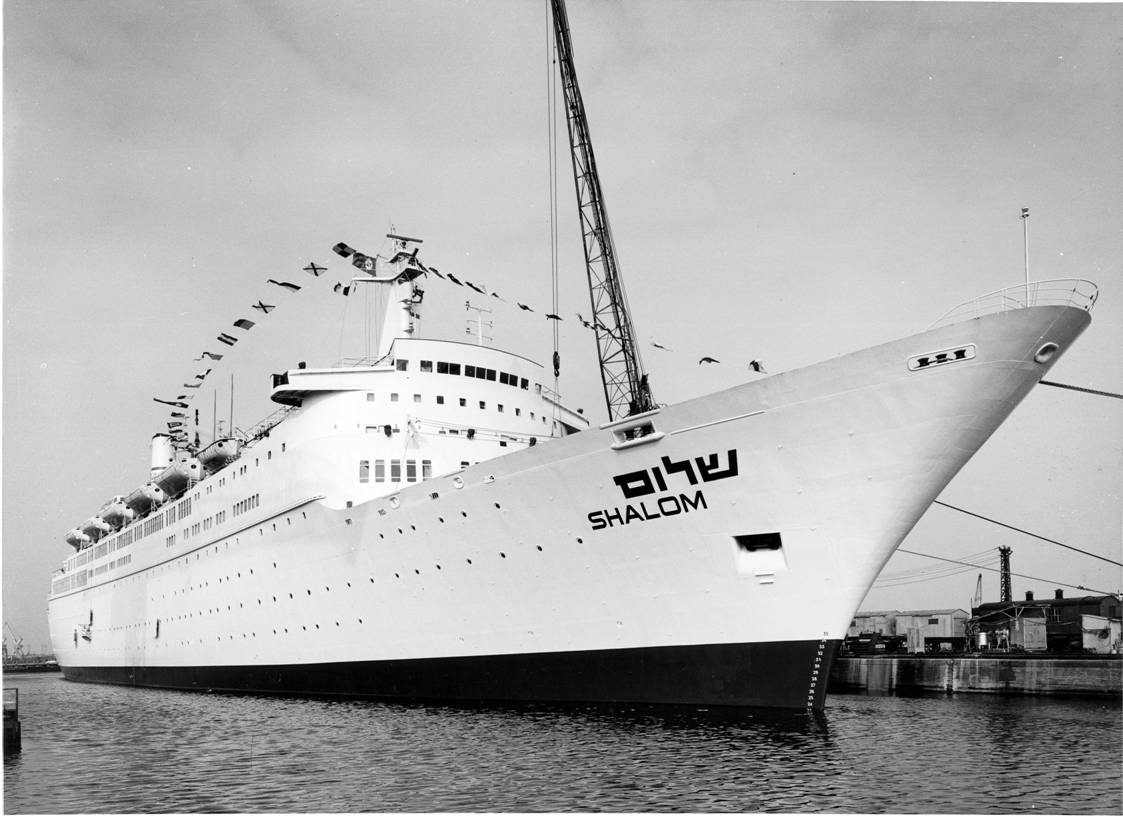
Buque S.S. Shalom.

La empresa Zim fue fundada en 1945, por la Agencia Judía y la Histadrut (una federación general de trabajadores del actual Israel). El primer barco fue adquirido en asociación con Harris & Dixon (compañía con base en Londres) en 1947. Este buque fue reformado, renombrado SS Kedma y navegó hacia el Mandato Británico en el verano de 1947. 
Durante sus primeros años, su principal tarea fue transportar a centenares de miles de inmigrantes hacia el nuevo estado. Algunos de los otros barcos que habían sido usados para la inmigración clandestina antes del establecimiento del estado de Israel fueron confiscados por las autoridades británicas y más tarde se unieron a la flota de la compañía. La empresa siguió comprando más barcos, entre ellos el SS Negba, el SS Artza y el SS Galila.
Durante la guerra de 1948, la compañía fue la única conexión marítima del estado de Israel, suministrando comida, carga y equipo militar. En 1953, una parte del dinero de las reparaciones del acuerdo entre Israel y Alemania Occidental fue destinado a la adquisición de nuevos barcos. El buque Bergensfjord, fue renombrado SS Jerusalem y navegó siguiendo la ruta Israel-Nueva York, otro barco comprado con el dinero de las reparaciones fue el buque SS Etzel. El barco Dolphin IV, adquirido en 1956, fue renombrado SS Zion.
En los años 50 y 60 del siglo XX, Zim se concentró en los buques de pasajeros, junto con una constante expansión en el negocio de los buques de carga. Los barcos de línea de pasajeros eran un medio de transporte internacional habitual, antes del auge del transporte aéreo y las compañías aéreas de bajo coste. Los cruceros de placer eran bastante populares. Los buques de la compañía Zim navegaron por el Mar Mediterráneo y había rutas regulares que iban hacia los Estados Unidos. Algunos de estos barcos viajaban hacia el Mar Caribe durante el invierno. En 1964 se completó la construcción del buque de línea oceánico SS Shalom, que resultó ser un fracaso, marcando el final de la era de los buques de pasajeros de la empresa Zim.
Durante los años 60, Zim empezó a enfocarse hacia los buques de carga y adquirió varios barcos de propósito especial, entre ellos buques refrigerados y petroleros. Zim transportó petróleo crudo desde Irán hacia Israel y derivados del petróleo desde Israel hacia Europa. En los años 70, Zim se expandió y entró en el negocio de los buques de transporte de contenedores. Zim compró 6 buques y gradualmente hizo de estos barcos su principal línea de negocio. En 1981, uno de los barcos de la compañía, el Mezada, se perdió en el mar. A principios de los años 80 hubo un periodo de calma en el sector del transporte marítimo. En los años 90 la empresa construyó 15 buques en Alemania. En aquella época la propiedad de Zim se encontraba dividida entre el gobierno israelí i la empresa privada Israel Corporation.

### Manifestaciones
En 2010, tuvo lugar una manifestación en contra de la presencia de un buque de la empresa Zim, como protesta por el ataque israelí sobre la embarcación Mavi Marmara, un barco perteneciente a la flotilla de la libertad de Gaza. Después de una manifestación en Oakland, hubo protestas en el puerto de Los Ángeles y en Tacoma, Washington, estas protestas, no lograron detener la descarga de mercancías de los buques de la empresa Zim.
En agosto de 2014, la descarga del buque Zim Piraeus en el puerto de Oakland fue aplazada después de una protesta contra las acciones de Israel en Gaza. Los estibadores del puerto no tomaron parte en la disputa, pero se negaron a descargar el barco por motivos de seguridad, aunque finalmente descargaron el barco una vez que fue asegurada su integridad.
Después de una segunda protesta en Oakland en septiembre de 2014, un barco de la empresa Zim no pudo descargar su mercancía y se dirigió hacia Los Ángeles. Los estibadores no participaron en la protesta, pero se negaron a descargar el barco después de ser agredidos físicamente y sus vehículos fueron bloqueados cuando intentaron dirigirse a sus puestos de trabajo. Varios empleados del puerto de Oakland afirmaron que esta protesta podía hacer peligrar los puestos de trabajo de los estibadores del puerto.
Los manifestantes evitaron que los buques de la empresa Zim descargasen su mercancía en Oakland, en Long Beach y en Los Ángeles.

### Privatización
En 2004, la corporación Israel (que estaba controlada por el grupo de los hermanos Ofer) compró el 49% de las acciones de la empresa Zim, unas acciones que pertenecían al gobierno israelí, de esta manera la corporación se convirtió en el único propietario de la compañía. El nuevo nombre oficial después de la privatización pasó a ser; Zim servicios navales integrados, (en inglés: Zim Integrated Shipping Services). El importe total del acuerdo ascendió a 500 millones de nuevos shekels israelíes (NIS). El acuerdo de compra fue duramente criticado por la prensa por convertir a Zim en otra empresa de bandera de conveniencia. En 2007, Zim vendió su filial de servicios logísticos y de transporte marítimo NewLog a la empresa UTi Worldwide.

### Oferta pública de acciones

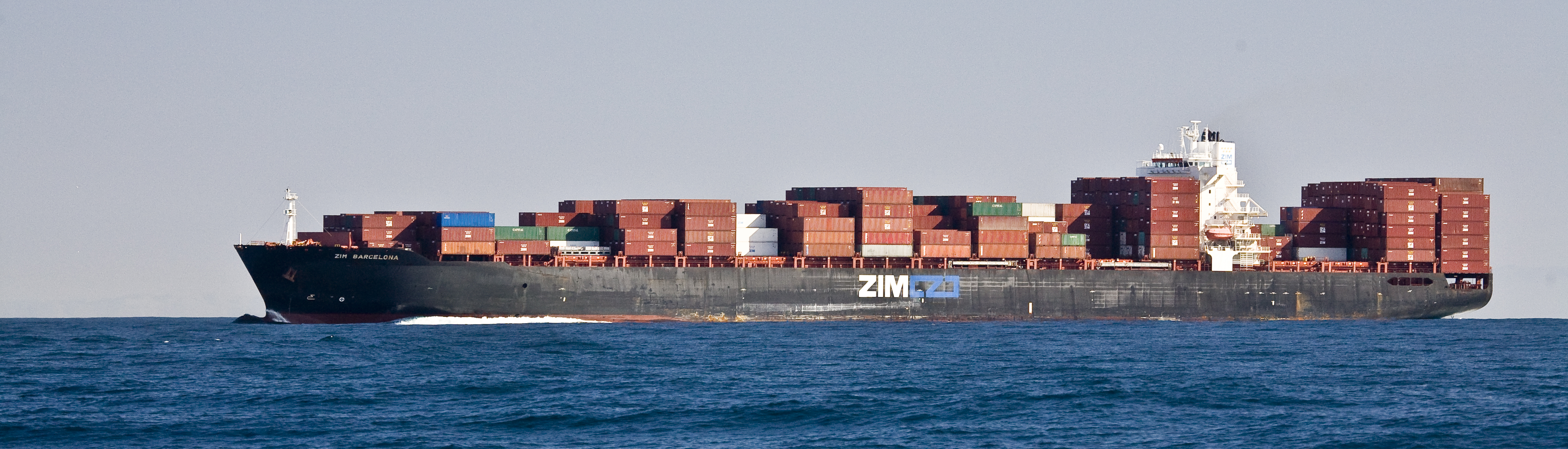
ZIM Barcelona.

En 2008, ZIM planeó lanzar una oferta pública inicial de acciones y vender el 25% de sus acciones en la Bolsa de Hong Kong, pero debido al inicio de la crisis económica mundial la oferta fue cancelada. En 2009, ZIM requirió una inyección de dinero en efectivo de 450 millones de dólares por parte de la familia Ofer y la reestructuración de la deuda luego del descenso mundial del transporte de contenedores. 
En 2010, ZIM recuperó su rentabilidad y a principios de 2011 ZIM renovó sus planes para una entrada en la Bolsa de valores de Hong Kong, pero de nuevo tuvo que posponerla debido a la recesión económica y el descenso en el número de envíos de contenedores. 
En julio de 2014, cuando la compañía era propiedad casi total de Israel Corporation, ZIM fue reestructurada y el 68% de las acciones del grupo eran propiedad de sus acreedores y tenedores de bonos y otro 32% fue retenido por Israel Corporation y comenzando a principios de 2015 por Kenon Holdings, una compañía filial de Israel Corporation.
A finales de 2015, se implementaron planes para activar una oferta pública de adquisición. La cotización probablemente tendrá lugar en la Bolsa de Nueva York en 2016. Bank of America, Merrill Lynch y Barclays Bank liderarán la salida a bolsa.

### Estadísticas operacionales (2014)
- Volumen de negocios anual: 3.400 millones de dólares estadounidenses.
- TEU transportado: 2.360.000 millones.
- Capacidad total de TEU: 344.460 TEU.
- Contenedores: más de 547.000 TEU de varios tipos.
- Aproximadamente 80 buques, 13 de propiedad total o parcial.
- Puertos de escala: 180 en todo el mundo, con 10 centros de conexión estratégicamente ubicados (hubs).
- Servicios: Más de 70 líneas y servicios, principalmente semanales y en días fijos, que abarcan todas las principales rutas comerciales con conexiones regionales.
- Número de empleados: 4.200
- Sede central: Haifa, Israel
- Sede regional: Norfolk, Virginia, Estados Unidos, Hamburgo, Alemania y Hong Kong.
- Número de agentes: ZIM tiene más de 170 oficinas y representantes en más de 100 países en todo el mundo.